# 小涌谷駅
小涌谷駅（こわきだにえき）は、神奈川県足柄下郡箱根町小涌谷（こわくだに）にある小田急箱根鉄道線（箱根登山電車）の駅である。駅番号はOH 55。

## 歴史
- 1919年（大正8年）6月1日：開業[2]。
- 2024年（令和6年）2月1日：終日無人化[3]。

## 駅構造
相対式ホーム2面2線を有する地上駅である。

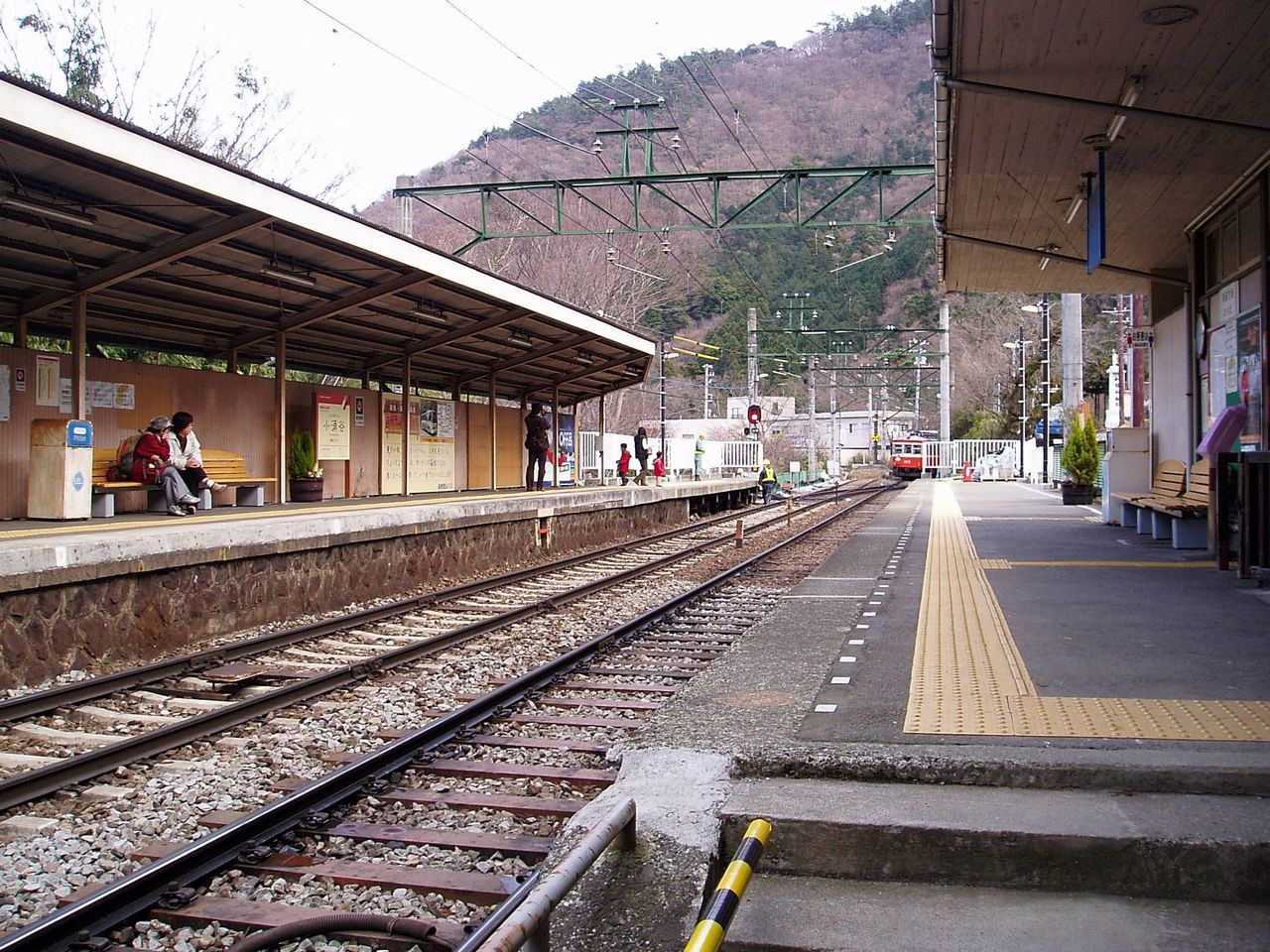
ホーム（2007年3月）

なお、箱根登山鉄道の表示看板やパンフレットでは各駅の標高が示されており、かつては535 mと表記されていたが、2013年の再調査で523 mに訂正されている。

### のりば
| 番線 | 路線         | 方向 | 行先                 | 備考                       |
| ---- | ------------ | ---- | -------------------- | -------------------------- |
| 1    | 箱根登山電車 | 下り | 強羅・早雲山方面     | 早雲山方面は強羅で乗換     |
| 2    | 箱根登山電車 | 上り | 箱根湯本・小田原方面 | 小田原方面は箱根湯本で乗換 |

## 利用状況
2020年度（令和2年度）の1日平均乗降人員は293人である。近年の推移は下記の通り。
| 年度               | 1日平均 乗車人員 | 1日平均 乗降人員 | 備考 |
| ------------------ | ---------------- | ---------------- | ---- |
| 1998年（平成10年） | 271              |                  |      |
| 1999年（平成11年） | 244              |                  |      |
| 2000年（平成12年） | 269              |                  |      |
| 2001年（平成13年） | 288              |                  |      |
| 2002年（平成14年） | 260              |                  |      |
| 2003年（平成15年） | 263              |                  |      |
| 2004年（平成16年） | 276              |                  |      |
| 2005年（平成17年） | 253              |                  |      |
| 2006年（平成18年） | 311              |                  |      |
| 2007年（平成19年） | 299              |                  |      |
| 2008年（平成20年） | 325              |                  |      |
| 2009年（平成21年） |                  |                  |      |
| 2010年（平成22年） |                  |                  |      |
| 2011年（平成23年） |                  |                  |      |
| 2012年（平成24年） |                  |                  |      |
| 2013年（平成25年） |                  |                  |      |
| 2014年（平成26年） |                  |                  |      |
| 2015年（平成27年） |                  |                  |      |
| 2016年（平成28年） |                  |                  |      |
| 2017年（平成29年） |                  |                  |      |
| 2018年（平成30年） |                  |                  |      |
| 2019年（令和元年） | 162              | 382              |      |
| 2020年（令和02年） | 142              | 293              |      |

## 駅周辺

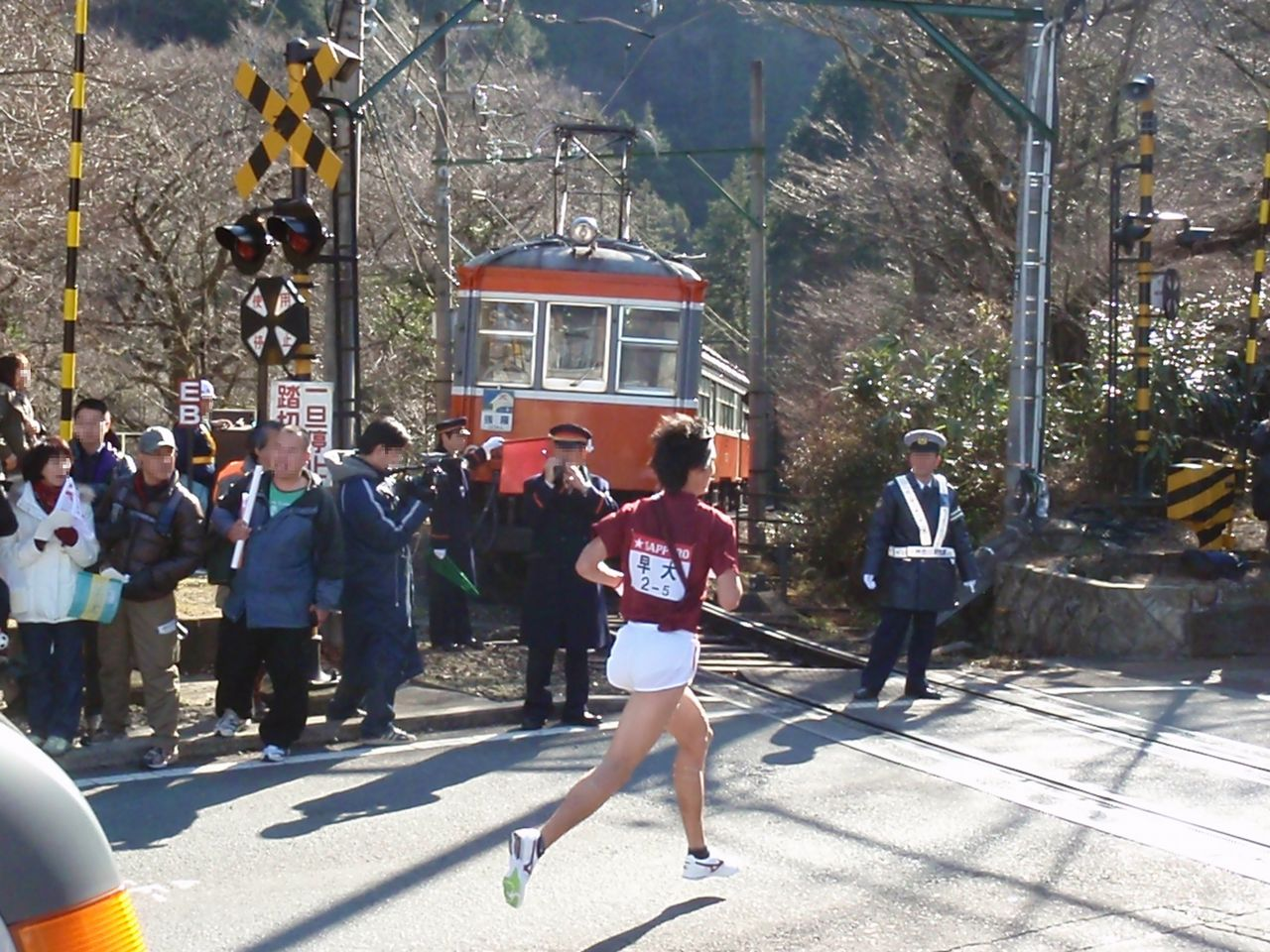
箱根駅伝開催時の様子（2010年1月）

当駅のすぐ横には国道1号と交差する小涌谷踏切がある。この踏切は東京箱根間往復大学駅伝競走（箱根駅伝）の往路5区・復路6区のコースとなっていて、出場選手や大会関係車両が通過する。このため、開催日の1月2日（往路）昼頃と1月3日（復路）午前8時台は踏切に係員を待機させ、選手通過時には電車を踏切手前で停止させる措置を取る。
- 箱根宮ノ下郵便局
- 箱根町消防本部 箱根町消防署
- 箱根小涌園（箱根ホテル小涌園・ユネッサン）
- 小涌谷温泉
- 岡田美術館
- 千条の滝

### バス路線
- 小涌谷駅（停留所番号：OH55/135）（箱根登山バス・伊豆箱根バス）[4][5]
  - 芦ノ湖、仙石原方面
    - 小涌園・元箱根港経由箱根町行（箱根登山）[6]
    - 小涌園・元箱根経由箱根関所跡行、箱根町行、箱根園行（伊豆箱根）
    - 小涌園・早雲山経由湖尻・箱根園行（伊豆箱根） ※ 昼間は大涌谷も経由

  - 箱根湯本駅方面
    - 宮ノ下・湯本駅経由小田原駅東口行（箱根登山・伊豆箱根）[7]
    - 宮ノ下経由湯本駅行（箱根登山）[7]

## 隣の駅
小田急箱根
 鉄道線（箱根登山電車）
宮ノ下駅 (OH 54) - 小涌谷駅 (OH 55) - 彫刻の森駅 (OH 56)